# Adamova jablka
Adamova jablka (dánsky Adams æbler, německy Adams Äpfel) je dánsko-německý film z roku 2005. Režisérem snímku je Anders Thomas Jensen, v hlavních rolích se objevují Ulrich Thomsen jako neonacista Adam propuštěný z vězení a Mads Mikkelsen jako kněz Ivan.

## Děj
V hlavní roli trochu absurdního snímku se objevuje postava vězně Adama Pedersena (Ulrich Thomsen). Právě přijíždí na venkovskou faru odpracovat povinné obecně prospěšné práce. Adam je neonacista. Zde se jej ujme místní kněz Ivan Fjeldsted (Mads Mikkelsen). Ivan vyzve Adama, aby si sám zvolil úkol, který chce splnit. Ten se rozhodne, že upeče jablečný koláč a využije k tomu jablka, která rostou na zahradě před kostelem. Na faře se setkává s dalšími bývalými vězni, a to se zlodějem Arabem Khalidem, který v minulosti se zbraní přepadával a vykrádal čerpací stanice, a dále s bývalým tenistou Gunnarem, který trpí kleptomanií, je alkoholik a ve vězení byl za nasilnictví. Do příběhu vstupuje také abstinující alkoholička Sarah, která otěhotněla s neznámým mužem a bojí se, že její dítě se narodí postižené.
Kněz Ivan věří tomu, že všichni lidé na světě jsou dobří, a pokud se děje něco špatného, může za to ďábel. V průběhu celého děje hýří nadměrným optimismem a každému odpouští. To dráždí realistu Adama, který se rozhodne, že kněze zlomí a přesvědčí ho o tom, jaký svět skutečně je.
Když se Adam rozhodne, že upeče jablečný koláč, stále mu stojí v cestě různé překážky. Nejprve jsou to krkavci, později červi, kteří ničí úrodu na jabloni. V kuchyni se rozbije trouba, ve které by mohl Adam upéct koláč. Kněz Ivan si myslí, že je to ďáblova zkouška, ale tomu Adam samozřejmě nevěří. Zatímco se Ivan snaží přivést Adama k víře v boha, mění se Adamovo chování. Od místního lékaře se dozví o Ivanově pohnutém dětství, že mu po narození zemřela matka, že ho i jeho sestru zneužíval otec, poté se mu narodil postižený syn Christoffer a v důsledku toho spáchala jeho žena sebevraždu. Když si Adam přečte v Bibli knihu Jób , stane se mu Ivanovo chování více srozumitelné a snaží se ho přesvědčit, že za zlem, které Ivana pronásleduje nestojí ďábel, ale bůh. Chce, aby se Ivan podíval pravdě do očí a neutíkal se ke své víře. To se mu nakonec podaří. Kněz ztratí svoji víru, navíc se od lékaře dozví, že mu zbývá jen několik týdnů života kvůli nádoru na mozku. Rezignuje na svůj život i na péči o bývalé vězně Gunnara a Khalida a o Sáru, kteří tím pádem ztratí pevnou půdu pod nohama a vrátí se k původnímu způsobu života, k alkoholismu a trestné činnosti.
Na faře navštíví Adama několikrát jeho přátelé, neonacisté, a při jedné návštěvě vyvolají potyčku s Khalidem, který 2 z nich postřelí. Po čase se vrátí v přesile a chtějí se pomstít. Schyluje se k násilí a když se zapojí kněz a chce vůdci skupiny sebrat zbraň, je střelen do oka. Zranění je vážné a po příjezdu do nemocnice je lékař přesvědčen, že Ivan zemře. Nakonec se ale nejen zotaví ze střely do hlavy, navíc se i plně uzdraví z rakoviny, protože kulka vystřelila nádor. Adam se vrátí na faru a chce ji opustit. Když mu ale kleptoman Gunnar vrátí ukradené jablko, rozhodne se, že přece jen upeče jablečný koláč a donese jej do nemocnice Ivanovi.
Na konci filmu odjíždí z fary Khalid, který se vrací do Saúdské Arábie. Faru opouštějí i Gunnar se Sarah, kteří vytvořili pár a rozhodli se vychovat Sářino dítě, narozené s Downovým syndromem. Adam zůstane na faře a stává se Ivanovým asistentem. Spolu přijímají nové propuštěné vězně.

## Obsazení
| Ulrich Thomsen | neonacista Adam Pedersen |
| Mads Mikkelsen | kněz Ivan Fjeldstedt     |
| Nicolas Bro    | bývalý vězeň Gunnar      |
| Ali Kazim      | bývalý vězeň Khalid      |
| Paprika Steen  | těhotná žena Sarah       |
| Ole Thestrup   | doktor Kolberg           |